# Лесниковский сельсовет (Курганская область)
Лесниковский сельсове́т — упразднённые административно-территориальная единица и муниципальное образование со статусом сельского поселения в составе Кетовского района Курганской области России. 
Административный центр — село Лесниково.
15 марта 2022 года сельсовет был упразднён в связи с преобразованием муниципального района в муниципальный округ.

## История
В соответствии с Законом Курганской области от 6 июля 2004 года № 419 сельсовет наделён статусом сельского поселения.

## Население
| 1989  | 2002  | 2010  | 2012  | 2013  | 2014  | 2015  |
| ----- | ----- | ----- | ----- | ----- | ----- | ----- |
| 5727  | ↗6855 | ↘6680 | ↗7328 | ↗7944 | ↗8079 | ↗8170 |
| 2016  | 2017  | 2018  | 2019  | 2020  | 2021  |       |
| ↗8213 | ↗8234 | ↘8090 | ↘7990 | ↘7910 | ↘5217 |       |

## Состав сельского поселения
| № | Населённый пункт | Тип населённого пункта       | Население |
| - | ---------------- | ---------------------------- | --------- |
| 1 | Балки            | посёлок                      | ↗445      |
| 2 | Крюково          | посёлок                      | 389       |
| 3 | Лесниково        | село, административный центр | ↘3766     |
| 4 | Санаторная       | деревня                      | ↗334      |
| 5 | Усть-Утяк        | посёлок                      | ↗456      |